# 欧贝维利耶
欧贝维利耶（法語：Aubervilliers，法語發音：[obɛʁvilje] ⓘ），法国中北部城市，法兰西岛大区塞纳-圣但尼省的一个市镇，隶属于圣但尼区，其市镇面积为5.76平方公里，2022年1月1日时人口数量为89,489人，是该省人口第三多的市镇，在法国城市中排名第50位。
欧贝维利耶位于塞纳-圣但尼省西部，南侧与巴黎十九区接壤，是巴黎市区北部的一个近郊卫星城，也是大巴黎都会区的组成部分。巴黎地铁7号线、12号线以及多条公交线路经过欧贝维利耶市区。

## 地名

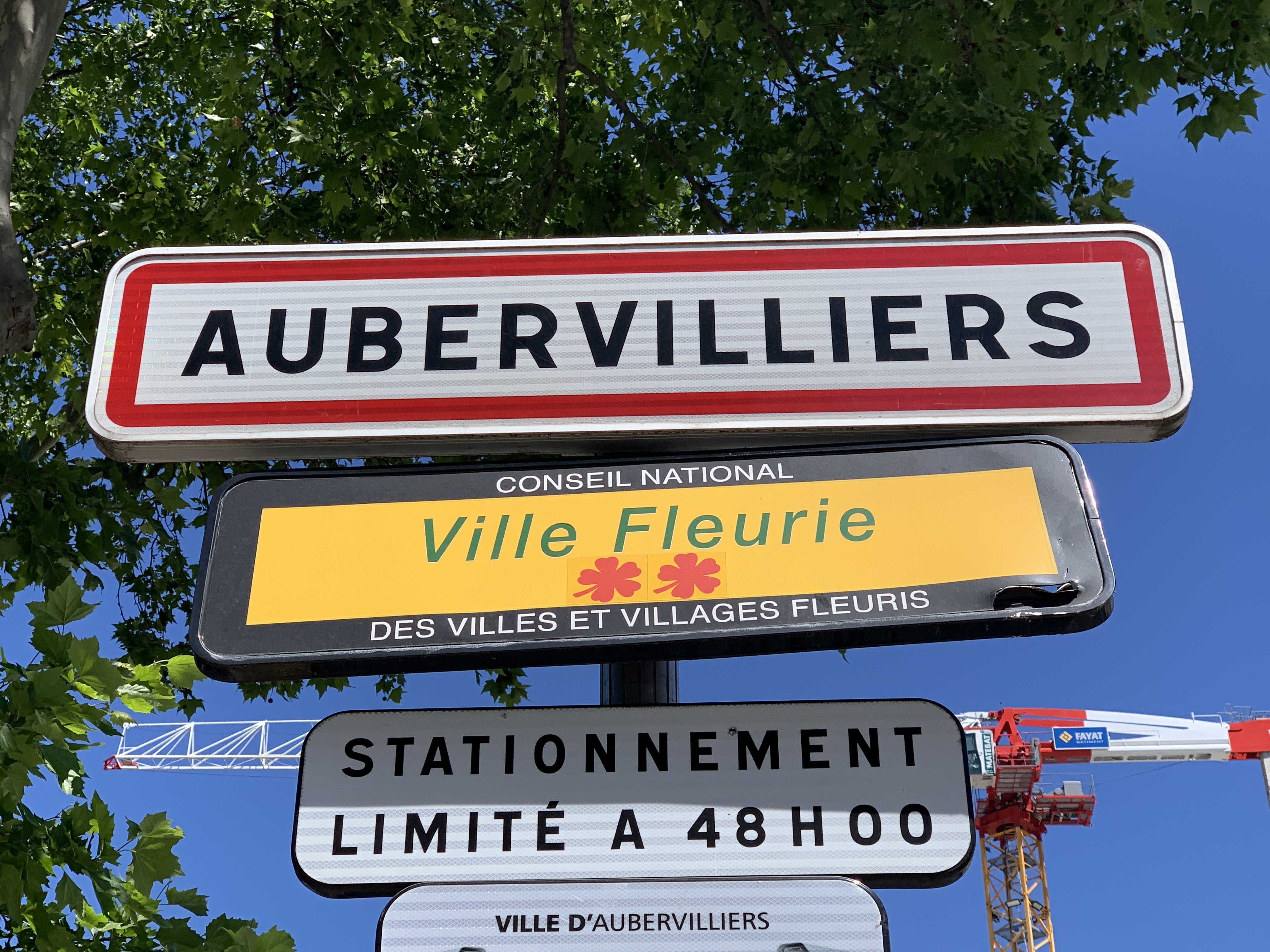
欧贝维利耶的一处入城路牌

### 中文译名
因翻译标准不同，“Aubervilliers”在部分汉语资料中又被译为欧贝尔维利耶、欧拜赫维里耶、欧拜赫维利耶、奥拜赫维利耶、奥贝赫维利耶、奥贝维埃、奥贝维利耶等。

## 历史

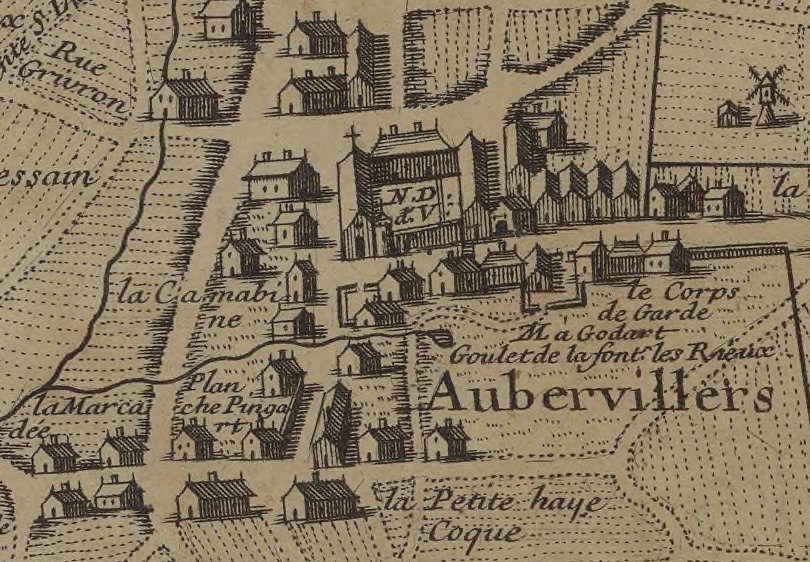
18世纪初的欧贝维利耶地图

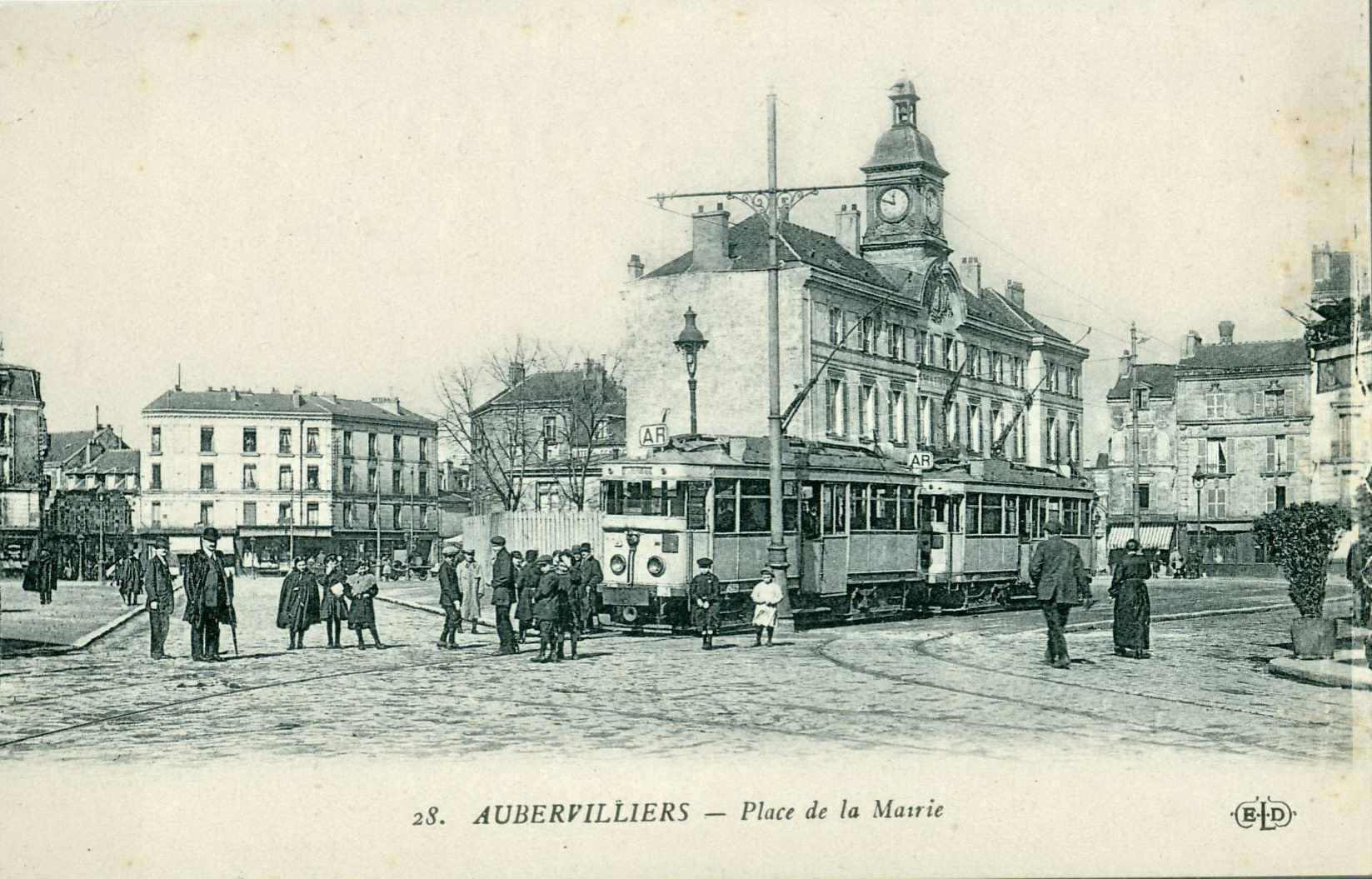
20世纪初的欧贝维利耶市政厅广场

根据当地官方网站的论述，欧贝维利耶最初于公元11世纪时被记载于巴黎田园圣马丁修道院的手记中。12世纪后，欧贝维利耶出现农业生产活动。1300年，欧贝维利耶小教堂（chapelle d’Aubervilliers）被设立为一个堂区。英法百年战争期间，欧贝维利耶于1429年一度被英格兰军队占领，后于1436年在领主米歇尔·德拉利埃的组织下得以解放。1531年，欧贝维利耶的部分区域被弗朗索瓦·德蒙托隆购买，该区域成为蒙托隆家族的土地，直至18世纪末，其间，当地教堂曾得到扩建，新增了一处塔楼和钟楼。宗教战争时期，亨利四世曾在巴黎围城战期间暂住于欧贝维利耶。1623年，法兰西国王路易十三曾在欧贝维利耶教堂发表许愿，在他的支持下，该教堂被扩建成为贞洁圣母教堂，并由此产生了天主教朝圣活动。法国大革命后，欧贝维利耶成为塞纳省的一个市镇。工业革命期间，随着巴黎的城市扩张，欧贝维利耶逐渐发展成为巴黎北部的一个近郊卫星城，当地人口数量快速增加。1821年，途径欧贝维利耶的圣但尼运河开始通航。连接欧贝维利耶和巴黎市区的有轨电车线路于1877年建成，后于20世纪初被公共汽车替代。自19世纪末起，欧贝维利耶境内出现了多处工厂，并因此出现了多处工人居民区：1902年，欧贝维利耶火柴手工厂的厂房建成投入使用；1919年，亨利·波泰飞机公司在欧贝维利耶建成；此外，英国企业家约翰·弗雷德里克·博伊德（John Frederick Boyd）曾在欧贝维利耶创办硫酸化学工厂，后被圣戈班收购。第二次世界大战期间，欧贝维利耶被纳粹德军占领，当地居民曾自发组织参加抵抗运动。1968年，欧贝维利耶被划入新成立的塞纳-圣但尼省。巴黎地铁7号线北延线首通段于1979年建成，该线路在欧贝维利耶境内设有“庞坦-四路”和“城塞”两个车站；巴黎地铁12号线的北侧起点人民阵线站于2012年开通，后于2022年5月延伸至欧贝维利耶市政府。

## 地理

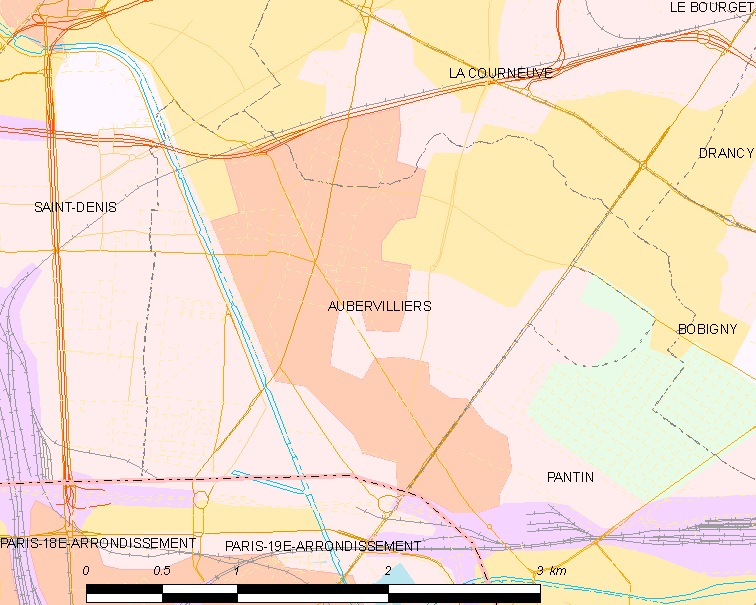
欧贝维利耶市镇范围地图

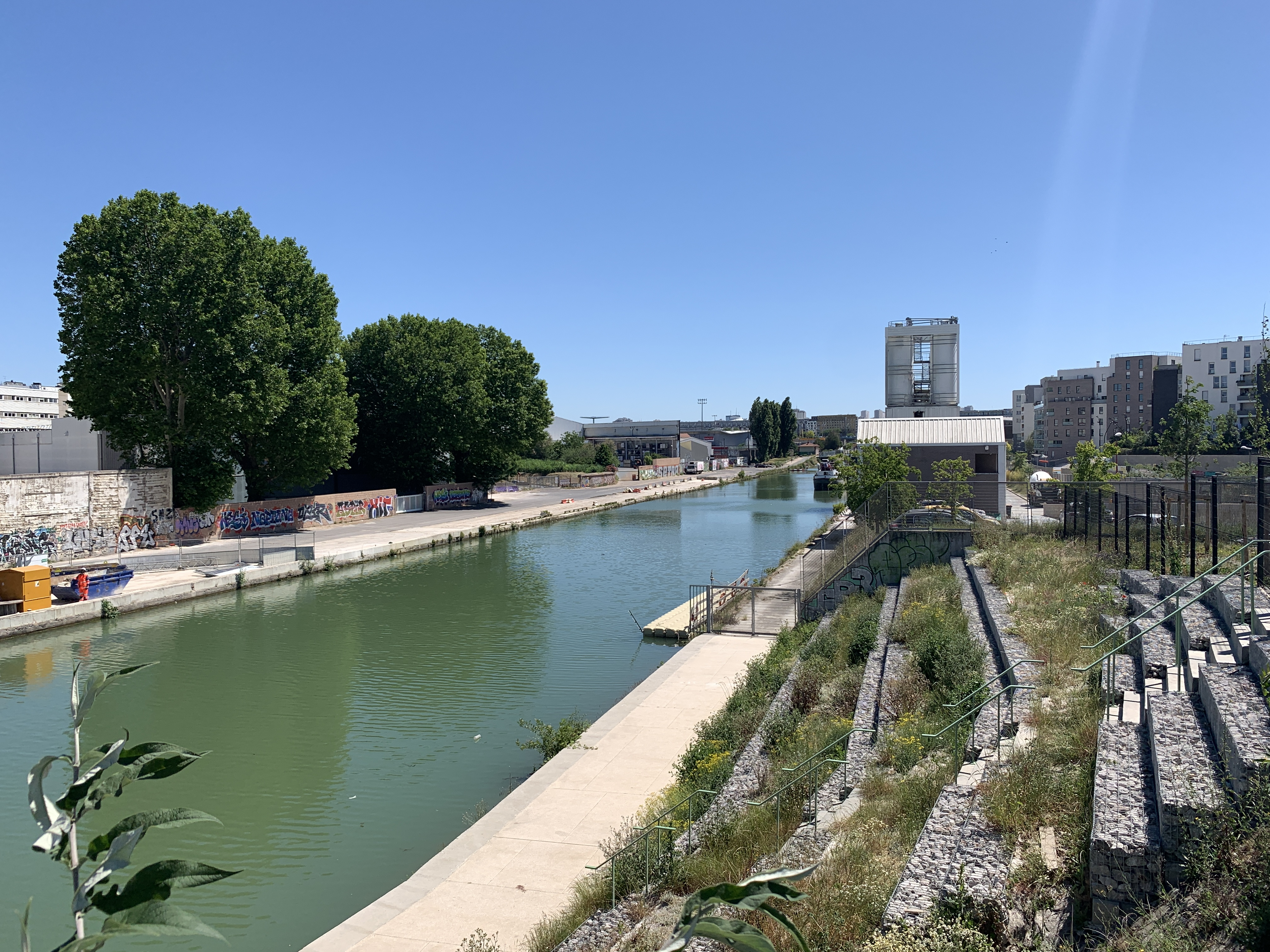
圣但尼运河欧贝维利耶境内的河段

欧贝维利耶位于法国中北部，法兰西岛大区中北部和塞纳-圣但尼省西部，距离省会博比尼大约5公里。与欧贝维利耶接壤的市镇包括：巴黎（19区）、圣但尼、拉库尔讷沃和庞坦。

### 地形
欧贝维利耶位于巴黎盆地腹地，境内以平原为主，市镇中心地势较为平坦，全境海拔在33到46米之间。

### 水文
欧贝维利耶位于塞纳河流域，人工开凿的圣但尼运河纵贯其市区，该河的水量由船闸控制。

### 植被
欧贝维利耶属于温带阔叶混交林区，市区内的主要绿地公园包括斯大林格勒公园、埃利·洛塔尔公园（Parc Eli Lotar）、吕西安·布朗广场（Square Lucien Brun）等，均常年免费向公众开放。
在鲜花城市的评比中，欧贝维利耶被评为2星级鲜花城市。

### 气候
欧贝维利耶在柯本气候分类法中属于温带海洋性气候。
距离欧贝维利耶最近的常年气象站位于勒布尔歇境内，以下为该气象站的数据：
| 勒布尔歇1981年－2019年 | 勒布尔歇1981年－2019年 | 勒布尔歇1981年－2019年 | 勒布尔歇1981年－2019年 | 勒布尔歇1981年－2019年 | 勒布尔歇1981年－2019年 | 勒布尔歇1981年－2019年 | 勒布尔歇1981年－2019年 | 勒布尔歇1981年－2019年 | 勒布尔歇1981年－2019年 | 勒布尔歇1981年－2019年 | 勒布尔歇1981年－2019年 | 勒布尔歇1981年－2019年 | 勒布尔歇1981年－2019年 |
| 月份                   | 1月                    | 2月                    | 3月                    | 4月                    | 5月                    | 6月                    | 7月                    | 8月                    | 9月                    | 10月                   | 11月                   | 12月                   | 全年                   |
| ---------------------- | ---------------------- | ---------------------- | ---------------------- | ---------------------- | ---------------------- | ---------------------- | ---------------------- | ---------------------- | ---------------------- | ---------------------- | ---------------------- | ---------------------- | ---------------------- |
| 历史最高温 °C（°F）    | 16.1 (61.0)            | 20.8 (69.4)            | 24.7 (76.5)            | 31.9 (89.4)            | 35 (95)                | 36.9 (98.4)            | 42.1 (107.8)           | 40.2 (104.4)           | 35 (95)                | 29.4 (84.9)            | 21.3 (70.3)            | 17.2 (63.0)            | 42.1 (107.8)           |
| 平均高温 °C（°F）      | 7 (45)                 | 8.2 (46.8)             | 12 (54)                | 15.3 (59.5)            | 19.2 (66.6)            | 22.4 (72.3)            | 25.1 (77.2)            | 25 (77)                | 21.1 (70.0)            | 16.3 (61.3)            | 10.7 (51.3)            | 7.4 (45.3)             | 15.8 (60.4)            |
| 日均气温 °C（°F）      | 4.3 (39.7)             | 4.9 (40.8)             | 7.9 (46.2)             | 10.5 (50.9)            | 14.3 (57.7)            | 17.3 (63.1)            | 19.6 (67.3)            | 19.4 (66.9)            | 16.1 (61.0)            | 12.3 (54.1)            | 7.6 (45.7)             | 4.9 (40.8)             | 11.6 (52.9)            |
| 平均低温 °C（°F）      | 1.7 (35.1)             | 1.6 (34.9)             | 3.9 (39.0)             | 5.7 (42.3)             | 9.4 (48.9)             | 12.2 (54.0)            | 14.2 (57.6)            | 13.9 (57.0)            | 11.1 (52.0)            | 8.3 (46.9)             | 4.5 (40.1)             | 2.3 (36.1)             | 7.4 (45.3)             |
| 历史最低温 °C（°F）    | −18.2 (−0.8)           | −16.8 (1.8)            | −9.6 (14.7)            | −3.7 (25.3)            | −1.6 (29.1)            | 0.9 (33.6)             | 3.5 (38.3)             | 1.9 (35.4)             | 0.1 (32.2)             | −5.6 (21.9)            | −9.5 (14.9)            | −15.1 (4.8)            | −18.2 (−0.8)           |
| 平均降水量 mm（）      | 49.6 (1.95)            | 42 (1.7)               | 50.2 (1.98)            | 49.8 (1.96)            | 61.1 (2.41)            | 55 (2.2)               | 59.2 (2.33)            | 49 (1.9)               | 49.3 (1.94)            | 64.8 (2.55)            | 50.9 (2.00)            | 59.8 (2.35)            | 640.7 (25.22)          |
| 月均日照時數           | 62                     | 75.1                   | 125                    | 165.8                  | 193.3                  | 206.9                  | 215.7                  | 206.2                  | 160.2                  | 111.2                  | 65.1                   | 50.8                   | 1,637.3                |
| 来源：infoclimat.fr    |                        |                        |                        |                        |                        |                        |                        |                        |                        |                        |                        |                        |                        |

## 行政区划
欧贝维利耶是法国法兰西岛大区塞纳-圣但尼省的一个市镇，编号为93001。欧贝维利耶隶属于圣但尼区和塞纳-圣但尼省第六选区，管理欧贝维利耶县，同时也是大巴黎都会区以及平原市镇公共土地管理局的组成部分。
欧贝维利耶市镇被划为八个街区，实行街区自治制度。
法国国家统计与经济研究所（简称）在进行数据统计时，将欧贝维利耶及相邻的另外428个市镇设为巴黎城市核心区（2020年扩充至431个），并将包括核心区在内的周边共1,794个市镇划为巴黎城市区。自2020年起，巴黎城市区被包含1,949个市镇的巴黎城市辐射区代替。此外，还将欧贝维利耶市镇分为了28个“块区”（IRIS），以便于统计人口分布情况。

## 交通

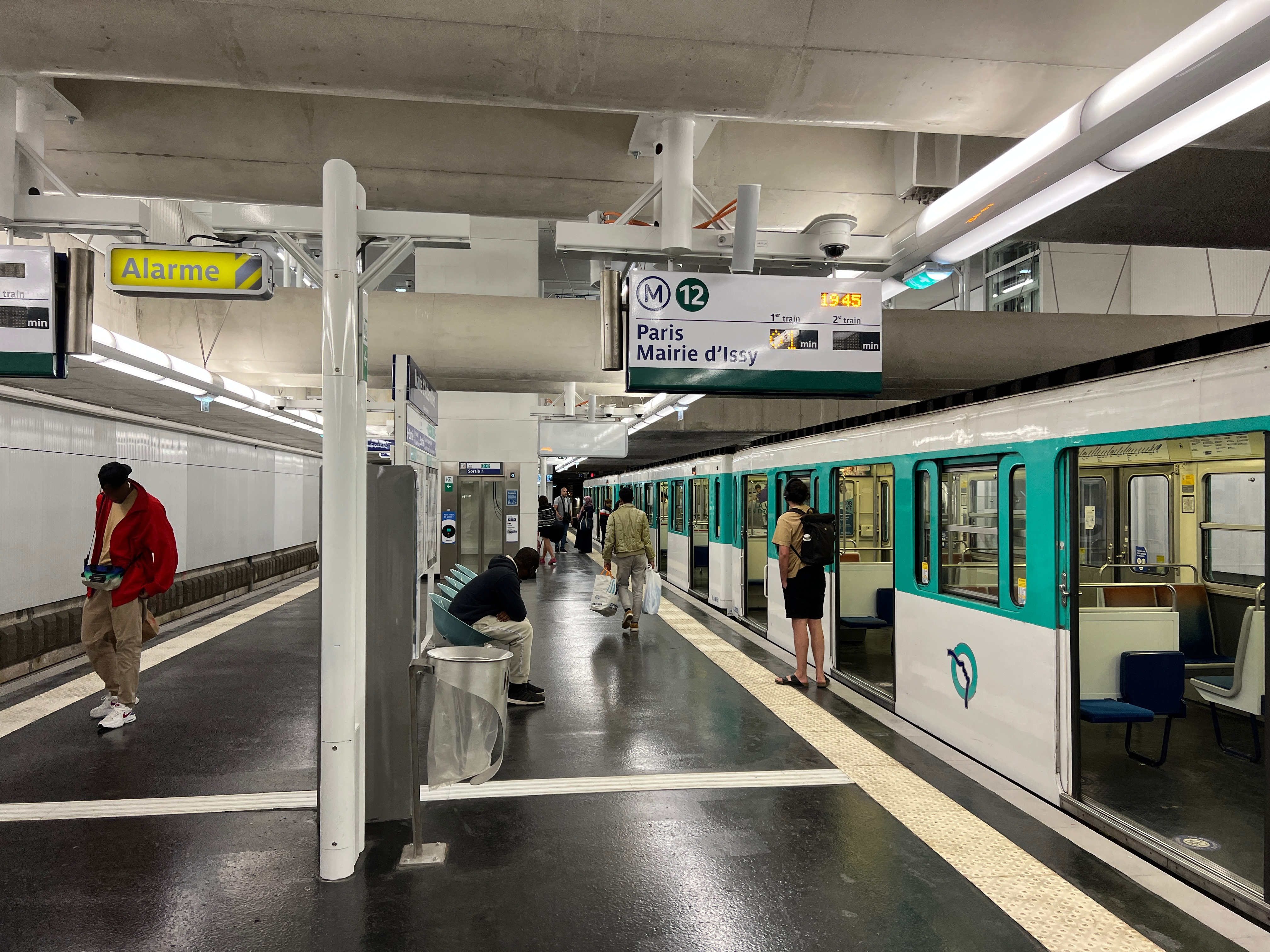
欧贝维利耶市政府地铁站的站台

### 公路
A86高速公路（环线）经过欧贝维利耶北部，其10号出入口（博比尼方向）可连接欧贝维利耶市区。法国国道N2线和N301线以及多条塞纳-圣但尼省省道经过欧贝维利耶市区，其境内的路段均已完成城市化改造，配套有照明、排水、人行道等设施。
| 小教堂门 | 2.4 |

| 10 | 1 |

| 博比尼 | 6 |

| 圣但尼 | 4 |

| 巴黎-火车东站 | 5 |

| 斯坦 | 5 |

| 萨塞勒 | 8 |

| 拉库尔讷沃 | 2 |

2018年，39.7%的欧贝维利耶家庭拥有至少一辆私人汽车。2019年，欧贝维利耶境内共发生各类交通事故135起，造成158人受伤。

### 铁路
巴黎－伊尔松铁路经过欧贝维利耶的市镇范围北部，该铁路的拉库尔讷沃-欧贝维利耶站位于拉库尔讷沃境内，距离欧贝维利耶市镇边界约300米，该站停靠法兰西岛大区快铁B线的列车。
欧贝维利耶距离巴黎北站和巴黎东站的最近公路里程均在5公里左右。

### 航空
距离欧贝维利耶最近的民用航空站为巴黎戴高乐机场，距离欧贝维利耶市中心的公路里程约19公里。

### 城市公共交通
巴黎地铁7号线和12号线，巴黎公交35路、45路、139路、150路、152路、170路、173路、234路、239路、248路、249路、250路、330路，塞纳-圣但尼省城际客运609路以及法兰西岛夜班车42线和43线经过欧贝维利耶境内。
| 途经欧贝维利耶境内的主要公共交通线路 |              | |
| 类型                                 | 运营商       | 线路 |
| 地铁                                 | RATP         | ：拉库尔讷沃1945年5月8日站 ↔ 欧贝维利耶城塞站 ↔ 欧贝维利耶-庞坦-四路站 ↔ 拉维莱特门站 ↔ 斯大林格勒站 ↔ 火车东站 ↔ 歌剧院站 ↔ 沙特雷站 ↔ 意大利广场 ↔ 犹太城路易·阿拉贡站 / 伊夫里市政府站 ：欧贝维利耶市政府站 ↔ 艾梅·塞澤爾站 ↔ 人民阵线站 ↔ 小教堂门站 ↔ 圣拉扎尔 ↔ 玛德莲站 ↔ 协和站 ↔ 塞夫尔-巴比伦站 ↔ 蒙帕纳斯-比安弗尼站 ↔ 凡尔赛门站 ↔ 伊西市政厅站 |
| 公共汽车                             | RATP         | 35：欧贝维利耶市政府 ↔ 艾梅·塞泽尔 ↔ 千纪公园 ↔ 欧贝维利耶门 ↔ 马克斯·多穆瓦 ↔ 火车北站 45：协和 ↔ 歌剧院 ↔ 火车北站 ↔ 摩洛哥/摩洛哥广场 ↔ 欧贝维利耶门 ↔ 贝尔日街 ↔ 法兰西-亚细亚 139：拉维莱特门 ↔ 艾梅·塞泽尔 ↔ 人民阵线 ↔ 圣戈班 ↔ 快铁平原-法兰西体育场站 ↔ 快铁法兰西体育场圣但尼站 ↔ 普莱耶勒什字 ↔ 圣旺塞纳河边街 150：拉维莱特门 ↔ 欧贝维利耶-庞坦-四路 ↔ 欧贝维利耶城塞 ↔ 西岱街 ↔ 欧贝维利耶市政府 ↔ 快铁拉库尔讷沃-欧贝维利耶站 ↔ 拉库尔讷沃六道口 ↔ 白色十字架 ↔ 斯坦市政厅 ↔ 快铁皮埃尔菲特-斯坦站 152：拉维莱特门 ↔ 欧贝维利耶-庞坦-四路 ↔ 巴黎人公墓 ↔ 欧贝维利耶城塞 ↔ 拉库尔讷沃1945年5月8日 ↔ 快铁勒布尔歇站 ↔ 戈内斯北郁金工业园 170：莱利拉门 ↔ 欧贝维利耶-庞坦-四路 ↔ 西岱街 ↔ 欧贝维利耶市政府 ↔ 铁道桥 ↔ 圣但尼巴黎门 ↔ 快铁圣但尼站 173：克利希门 ↔ 快铁圣旺站 ↔ 圣旺市政府 ↔ 快铁法兰西体育场圣但尼站 ↔ 快铁平原-法兰西体育场站 ↔ 运河 ↔ 欧贝维利耶市政府 ↔ 埃梅 ↔ 达尼埃尔·卡萨诺瓦-路易·布朗 ↔ 巴尔扎克 ↔ 欧贝维利耶城塞 234：欧贝维利耶城塞 ↔ 拉库尔讷沃1945年5月8日 ↔ 邦迪桥 ↔ 欧奈公路-让·穆兰 ↔ 利夫里加尔冈市政府 239：快铁罗萨·帕克斯站 ↔ 欧贝维利耶门 ↔ 潮流和媒体 ↔ 圣戈班 ↔ 快铁平原-法兰西体育场站 ↔ 运河桥 ↔ 圣但尼巴黎门 ↔ 多媒体中心 248：欧贝维利耶城塞 ↔ 加加林城 ↔ 加斯东·鲁洛 ↔ 德朗西市政府 ↔ 快铁德朗西站 249：莱利拉门 ↔ 保罗·贝尔公墓 ↔ 快铁庞坦站 ↔ 欧贝维利耶-庞坦-四路 ↔ 达尼埃尔·卡萨诺瓦-路易·布朗 ↔ 白桥小街 ↔ 快铁拉库尔讷沃-欧贝维利耶站 ↔ 拉库尔讷沃市政厅 ↔ 迪尼-拉库尔讷沃站 ↔ 迪尼瓦莱丽·安德烈广场 250：欧贝维利耶城塞 ↔ 巴尔扎克 ↔ 达尼埃尔·卡萨诺瓦-路易·布朗 ↔ 白桥小街 ↔ 快铁拉库尔讷沃-欧贝维利耶站 ↔ 拉库尔讷沃六道口 ↔ 白色十字架 ↔ 斯坦市政厅 ↔ 斯坦樱桃园站 ↔ 加日莱格内斯锡皮埃尔枫丹工业园 330：欧贝维利耶城塞 ↔ 巴黎人公墓 ↔ 快铁庞坦站 ↔ 奥什 ↔ 保罗·贝尔公墓 ↔ 阿纳托尔·法郎士 |
| 公共汽车                             | transdev TRA | 609：地铁欧贝维利耶城塞站 ↔ 地铁拉库尔讷沃1945年5月8日站 ↔ 快铁勒布尔歇站 ↔ 勒布朗梅尼勒公墓 ↔ 快铁维勒潘特站 |
| 公共汽车                             | (N)          | N42：巴黎东站 ↔ 拉维莱特门 ↔ 欧贝维利耶-庞坦-四路 ↔ 欧贝维利耶城塞 ↔ 拉库尔讷沃1945年5月8日 ↔ 勒布尔歇站 ↔ 德朗西站 ↔ 欧奈苏布瓦Parinor商业中心 N43：巴黎东站 ↔ 小教堂门站 ↔ 菲利克斯·富尔-维克多·雨果 ↔ 地铁欧贝维利耶市政府站 ↔ 拉库尔讷沃-欧贝维利耶站 ↔ 拉库尔讷沃六道口 ↔ 斯坦市政厅 ↔ 加日-萨塞勒站 ↔ 埃皮奈-维勒塔讷斯站 ↔ 保罗·瓦莱里 ↔ 萨塞勒-圣布里斯站 |
| 1.                                   |              | |

## 政治

### 市政内阁

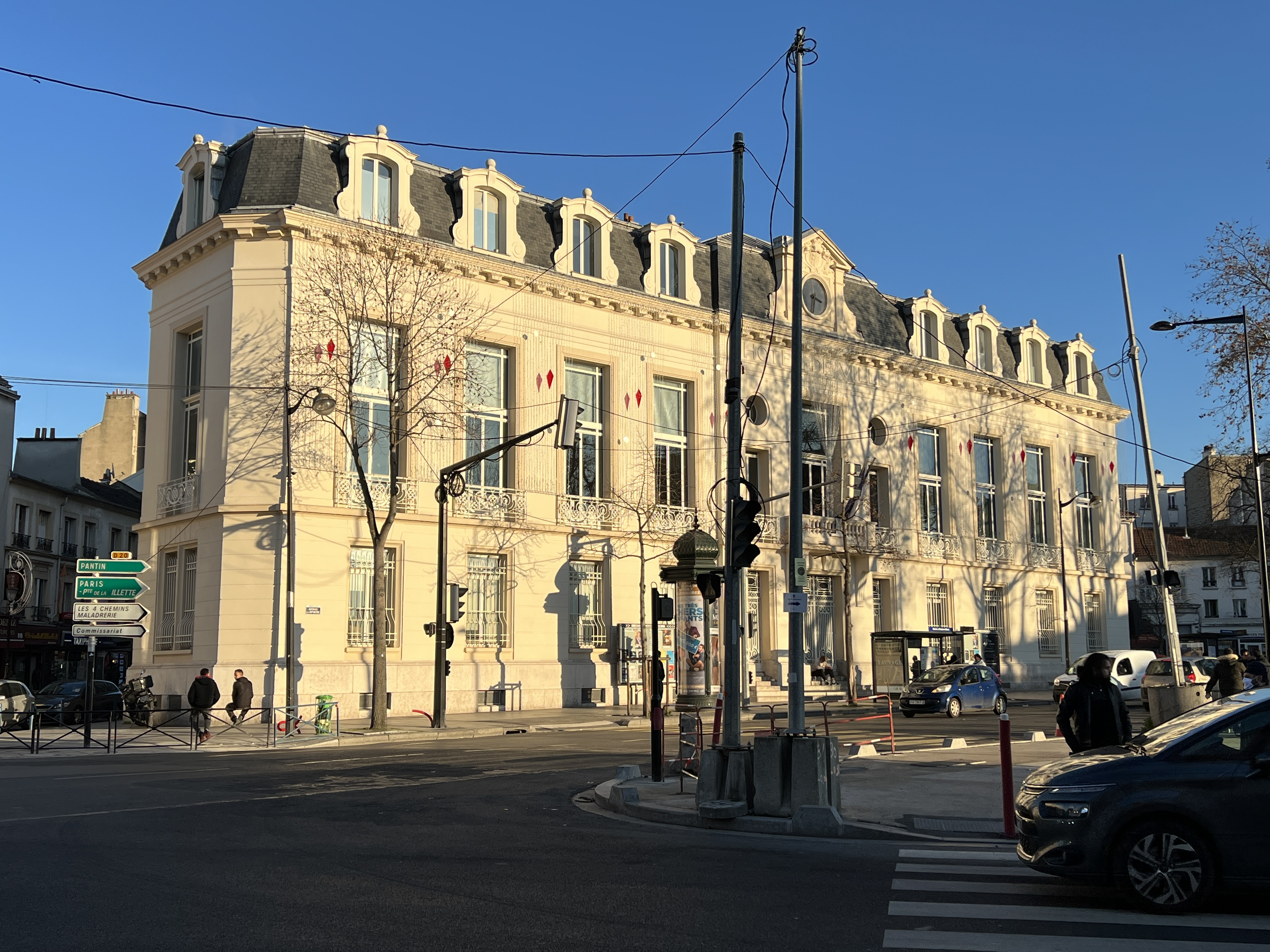
欧贝维利耶市政厅

欧贝维利耶的现任市长为卡丽娜·弗朗克莱女士（Karine FRANCLET），她是民主人士和独立人士联盟的一名成员，在2020年的市政选举中获得了44.54%的支持率。
| 欧贝维利耶历届市长 | 欧贝维利耶历届市长                | 欧贝维利耶历届市长        |
| 任期               | 市长                              | 党派                      |
| ------------------ | --------------------------------- | ------------------------- |
| 1944年－1945年     | Armand LAVIE 阿尔芒·拉维          | 不详                      |
| 1945年－1953年     | Charles TILLON 夏尔·蒂永          | PCF法国共产党             |
| 1953年－1957年     | Émile DUBOIS 埃米尔·迪布瓦        | PCF法国共产党             |
| 1957年－1984年     | André KARMAN 安德烈·卡曼          | PCF法国共产党             |
| 1984年－2003年     | Jack RALITE 雅克·拉利特           | PCF法国共产党             |
| 2003年－2008年     | Pascal BEAUDET 帕斯卡尔·博代      | PCF法国共产党             |
| 2008年－2014年     | Jacques SALVATOR 雅克·萨尔瓦托    | PS社会党                  |
| 2014年－2016年     | Pascal BEAUDET 帕斯卡尔·博代      | PCF法国共产党             |
| 2016年－2020年     | Meriem DERKAOUI 玛丽亚姆·德尔卡维 | PCF法国共产党             |
| 2020年－           | Karine FRANCLET 卡丽娜·弗朗克莱   | UDI民主人士和独立人士联盟 |

### 各级选举
| 欧贝维利耶历届投票选举结果 | 欧贝维利耶历届投票选举结果 | 欧贝维利耶历届投票选举结果 | 欧贝维利耶历届投票选举结果 | 欧贝维利耶历届投票选举结果    | 欧贝维利耶历届投票选举结果 | 欧贝维利耶历届投票选举结果 | 欧贝维利耶历届投票选举结果    | 欧贝维利耶历届投票选举结果 | 欧贝维利耶历届投票选举结果 |
| 选举项目                   | 选举范围                   | 选区单位                   | 选区单位内的选举结果       | 选区单位内的选举结果          | 选区单位内的选举结果       | 选区单位内的选举结果       | 选区单位内的选举结果          | 选区单位内的选举结果       | 参考资料                   |
| 选举项目                   | 选举范围                   | 选区单位                   | 第一轮胜出者               | 第一轮胜出者                  | 支持率                     | 第二轮胜出者               | 第二轮胜出者                  | 支持率                     | 参考资料                   |
| -------------------------- | -------------------------- | -------------------------- | -------------------------- | ----------------------------- | -------------------------- | -------------------------- | ----------------------------- | -------------------------- | -------------------------- |
| 2017年法國總統選舉         | 法國                       | 市镇                       |                            | 让-吕克·梅朗雄                | 41.1%                      |                            | 埃马纽埃尔·马克龙             | 81.44%                     | [ 51 ]                     |
| 2017年法国立法选举         | 塞纳-圣但尼省第六选区      | 市镇                       |                            | 亚历山大·艾达拉               | 27.43%                     |                            | 巴斯蒂安·拉绍                 | 54.72%                     | [ 51 ]                     |
| 2019年欧洲议会选举         | 法國                       | 市镇                       |                            | 若尔丹·巴尔代拉               | 15.95%                     | （不适用）                 | （不适用）                    | （不适用）                 | [ 53 ]                     |
| 2021年法国省级选举         | 塞纳-圣但尼省              | 县                         |                            | 卡丽娜·弗朗克莱 萨米埃尔·马丁 | 41.54%                     |                            | 卡丽娜·弗朗克莱 萨米埃尔·马丁 | 55.04%                     | [ 54 ]                     |
| 2021年法国省级选举         | 塞纳-圣但尼省              | 市镇                       |                            | 卡丽娜·弗朗克莱 萨米埃尔·马丁 | 41.54%                     |                            | 卡丽娜·弗朗克莱 萨米埃尔·马丁 | 55.04%                     | [ 54 ]                     |
| 2021年法国大区选举         | 法蘭西島大區               | 市镇                       |                            | 瓦莱丽·佩克雷斯               | 25.36%                     |                            | 朱利安·巴尤                   | 48.63%                     | [ 55 ]                     |
| 2022年法国总统选举         | 法國                       | 市镇                       |                            | 让-吕克·梅朗雄                | 59.98%                     |                            | 埃马纽埃尔·马克龙             | 77.86%                     | [ 51 ]                     |
| 2022年法国立法选举         | 塞纳-圣但尼省第六选区      | 市镇                       |                            | 巴斯蒂安·拉绍                 | 53.52%                     |                            | 巴斯蒂安·拉绍                 | 75.37%                     | [ 51 ]                     |

## 人口
2018年，欧贝维利耶市镇人口数量为87,572，在法国排名第50位。其中男性46,190人，女性41,382人，75岁及以上人口占3.6%，外籍人口数量为26,721人，人口密度为15,204人/平方公里，当地居民被称为（男性）或（女性）。2019年，欧贝维利耶境内出生1,567人，死亡人口425人。
| 欧贝维利耶1901年－2019年人口变化情况 |
|                                      |
| 数据来源：Cassini、INSEE             |

## 经济

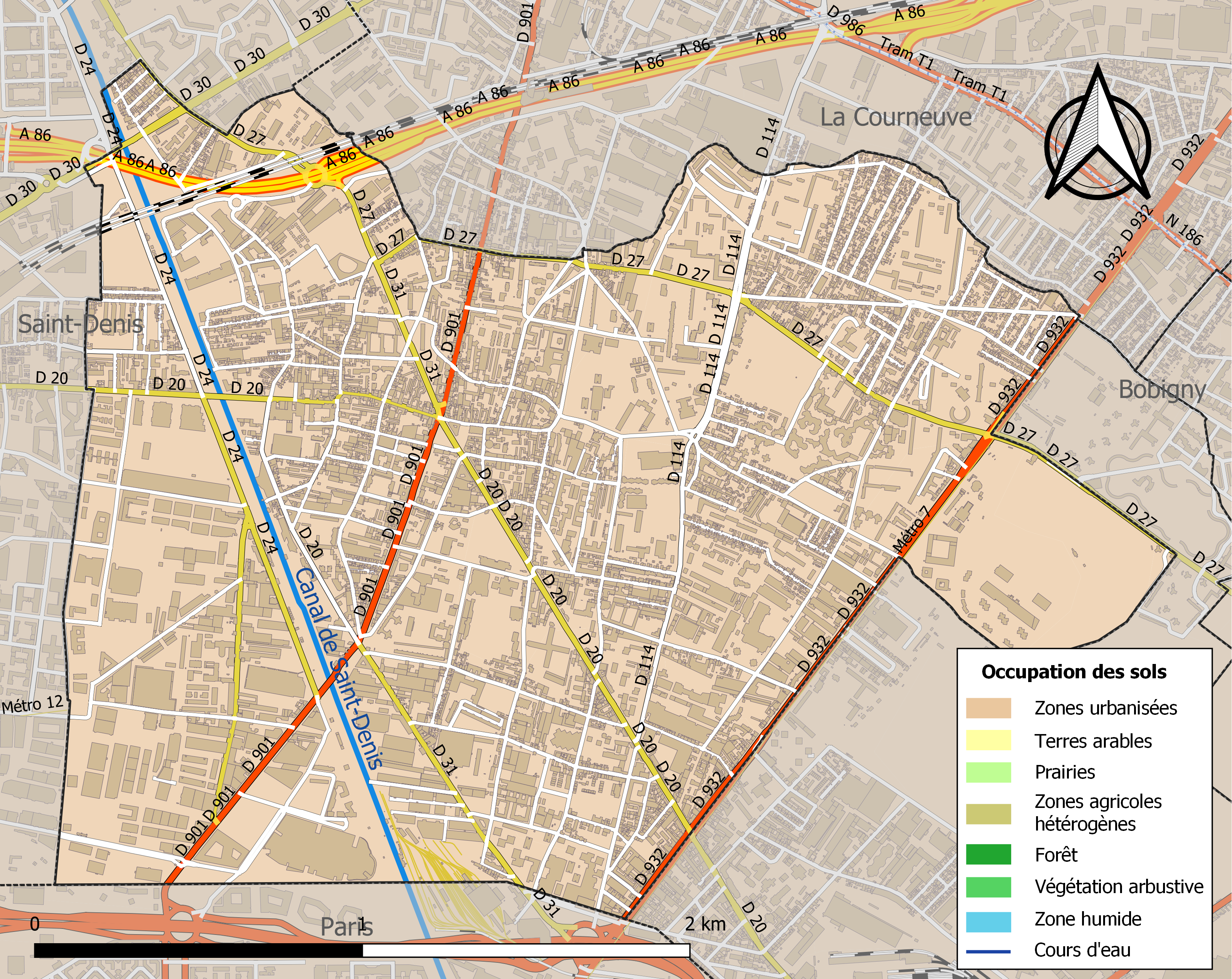
欧贝维利耶土地利用情况地图

欧贝维利耶是一个巴黎北部近郊的一个卫星城。截止2022年7月，欧贝维利耶市镇范围内共有各类用人单位（包含自雇）19,122家，平均历史为10年，其中98.89%为中小型企业（PME），2022年5月至7月间，当地的经济活力指数为0.87%。（电气设备材料生产）、（金属）及（家具装饰）是当地2021年营业额最高的三个企业，分别为151,732,000欧元、81,391,566欧元和63,960,994欧元。

## 财政与居民收入
2020年，欧贝维利耶的财政收入总额为158,309,000欧元，财政支出总额为135,731,000欧元，当年的债务总额为134,943,000欧元。2021年，欧贝维利耶共获得29,232,503欧元的国家财政补助，比上一年增加了3.88%。
2019年，欧贝维利耶的人均月收入总额为1,850欧元，其中高级职员为3,224欧元，低于法国平均水平（4,230欧元）；中级职员为2,249欧元，低于法国平均水平（2,411欧元）；普通职员为1,608欧元，亦低于法国平均水平（1,740欧元）。
2018年，欧贝维利耶境内的青壮年（15至64岁）失业率为22.1%，当地25.5%的家庭拥有纳税资格，平均纳税2,177欧元，低于法国平均水平（3,910欧元）。

## 社会事务

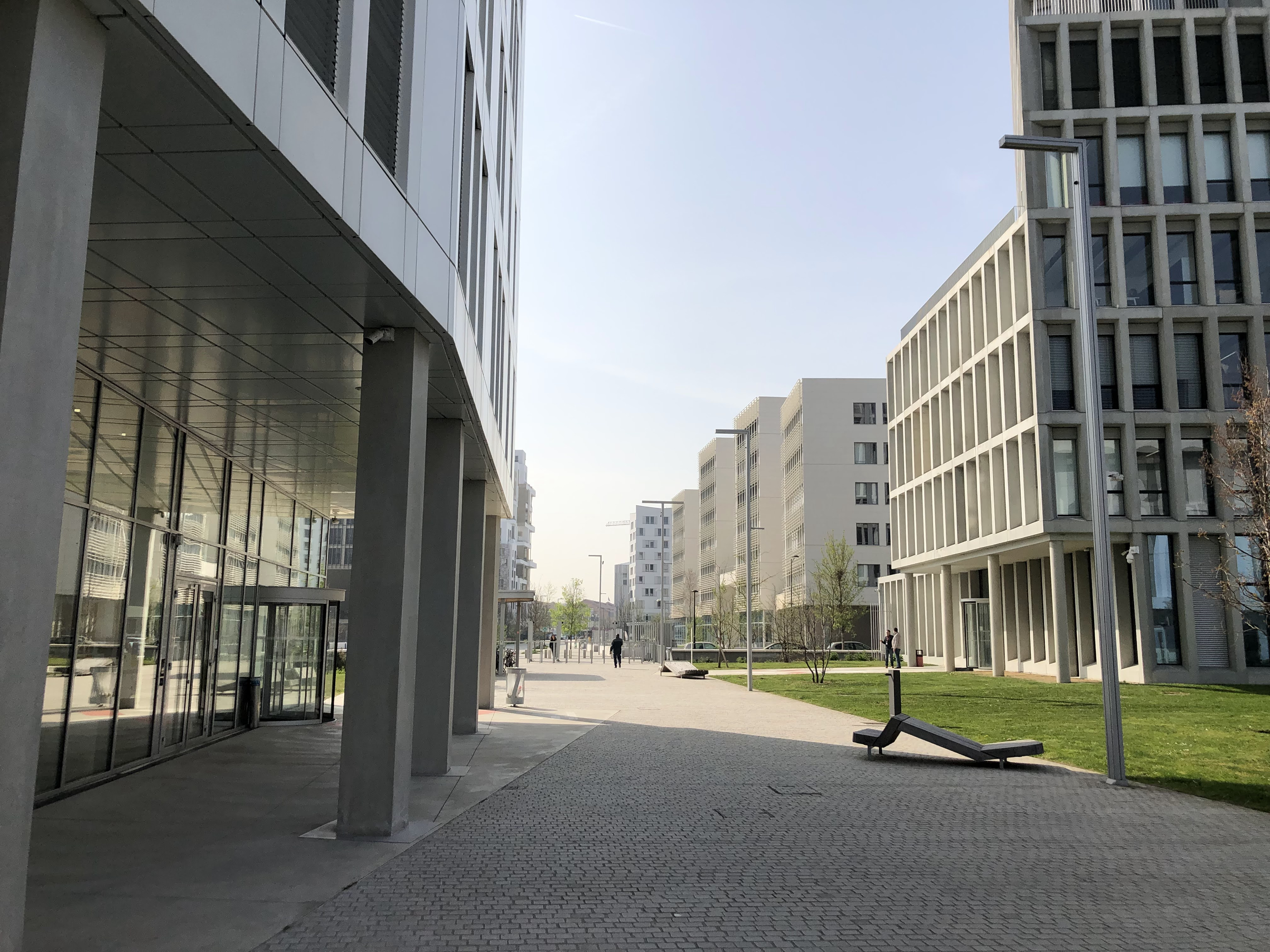
孔多塞园区

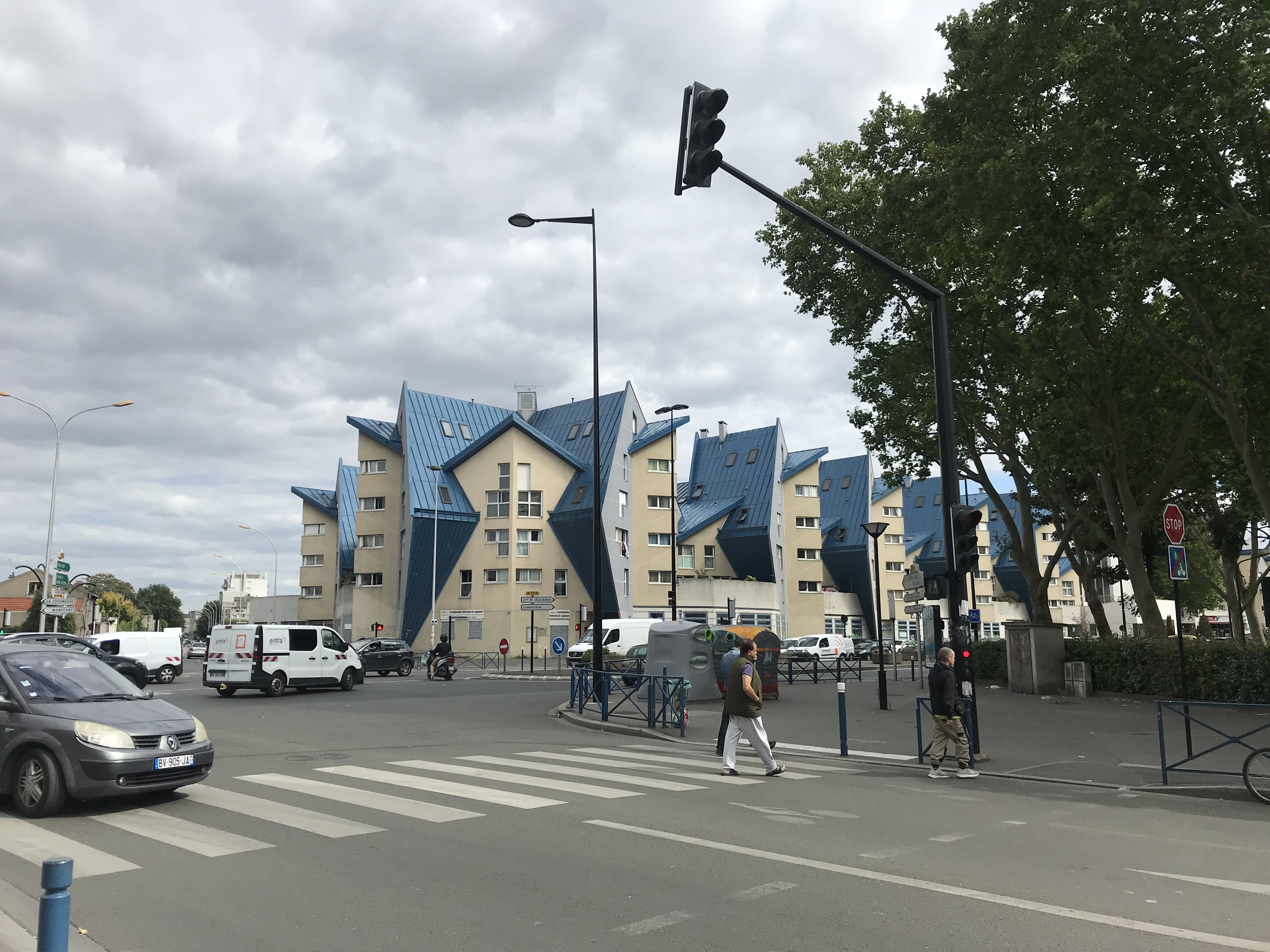
夏尔·蒂永街口附近的建筑

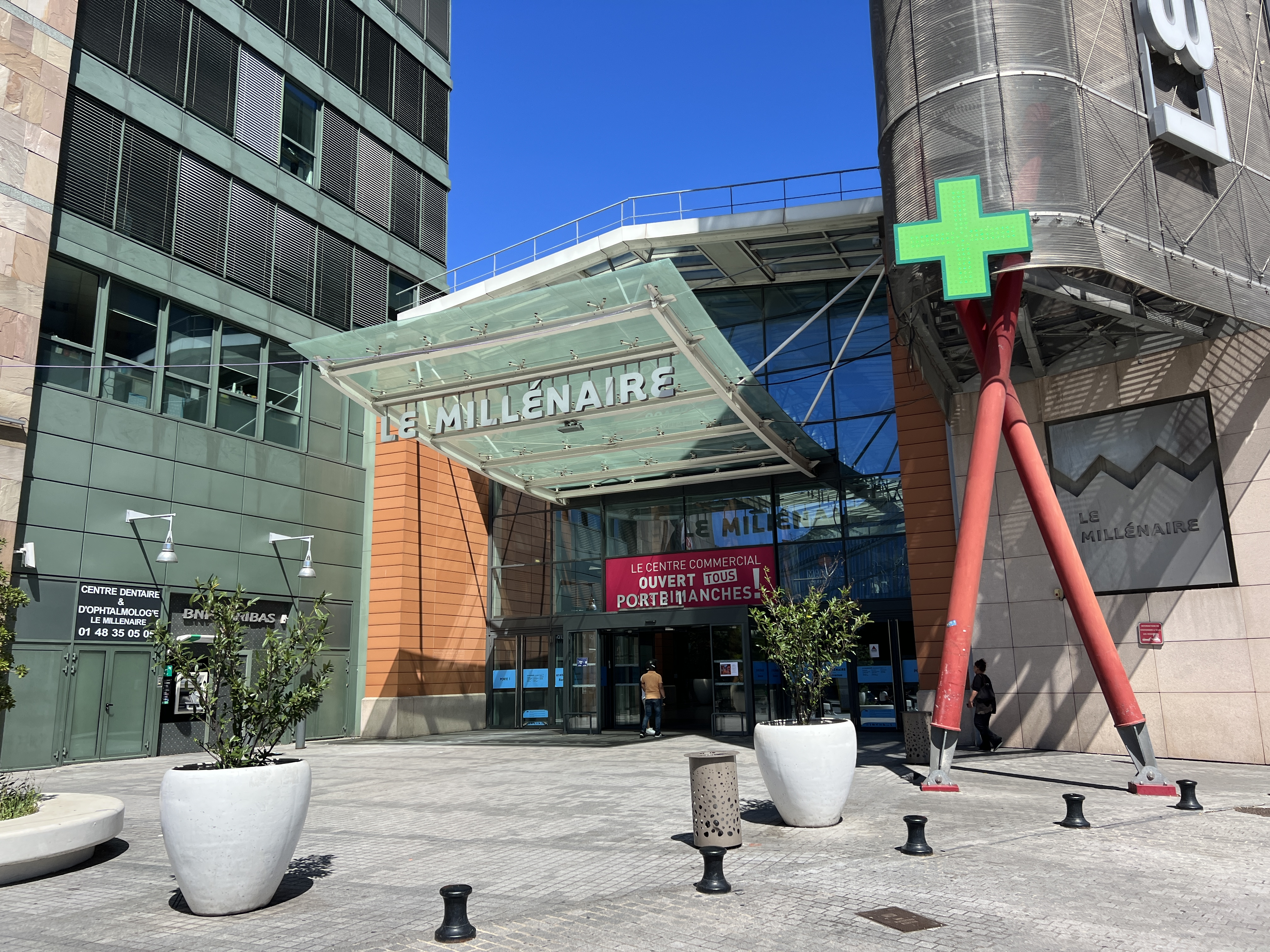
千纪商业中心

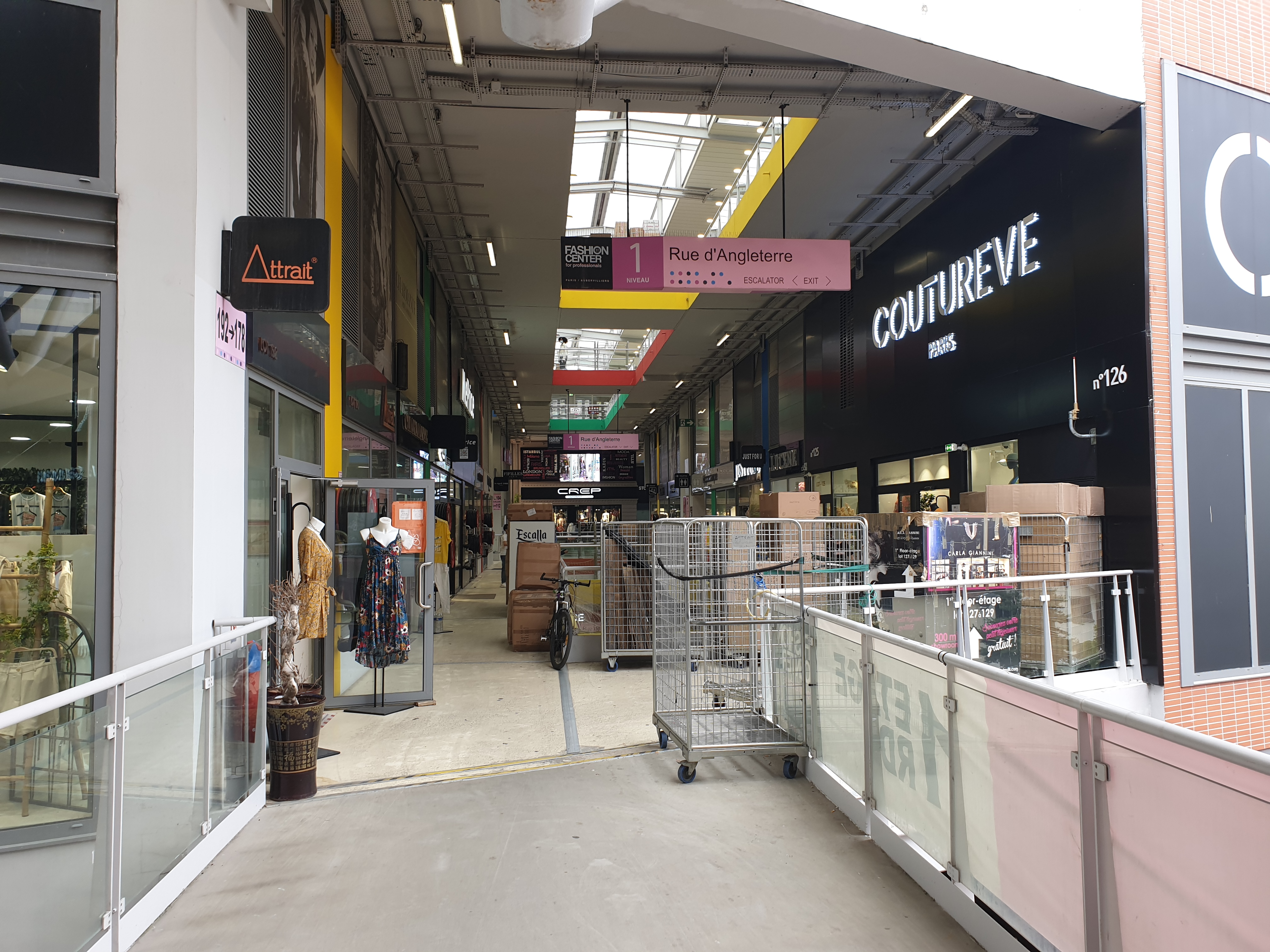
一处批发市场

### 教育
欧贝维利耶属于克雷泰伊学区。截止2020年1月1日，欧贝维利耶境内共有16所幼儿园、22所小学、11所初级中学、4所普通高中和1所职业高中。2018至2019学年度，欧贝维利耶境内共有在校中等教育阶段学生6,335名。
在高等教育方面，欧贝维利耶境内建有孔多塞园区，该园区内有法国国家科学研究中心、国家人口研究院等科研机构，巴黎一大、三大、八大、十大、十三大、社会科学高等学院以及高等研究应用学院的部分科系亦位于孔多塞园区内。

### 医疗
截止2020年1月1日，欧贝维利耶境内共有全科医生53名、保健师15名、牙医21名、护士42名、耳科医生1名、眼科医生2名、助产士6名、儿科医生2名和妇科医生5名。境内共有药房21家、养老院5家、残疾人帮扶中心4家。
距离欧贝维利耶最近的区域性医疗机构为“阿维塞讷医院”（Hôpital Avicenne），其主病区位于博比尼市镇范围内，距离欧贝维利耶的正常车程在15分钟以内，该院是巴黎公共医疗集团的成员，设有床位543个，是当地规模最大的公立综合性医院。

### 住房
2018年，欧贝维利耶境内共有各类住房35,063套，其中6.3%为独立式居民区，90.1%为集中式居民区。常住房屋占欧贝维利耶市镇范围内居民建筑总量的93.8%。
在住房保障政策方面，2020年，欧贝维利耶境内共有14,796户家庭获得了住房经济补助，受益人数占总人口数量的16.9%，其中14,363份为房租补助。

### 商业
2019年，欧贝维利耶境内共有各类实体商铺3,679家，其中餐厅540家、大型超市12家、杂货店160家、面包房86家、肉铺54家、书店13家、装饰品店8家、银行门店13家、美容美发店99家、汽车维修店137家。市中心建有Monoprix、Franprix等便民超市；市区南部的千纪商业中心则为一处大型集中式商业街区，有家乐福、Action、Gifi、Kiabi等商场。

### 体育
2020年，欧贝维利耶境内共有1家游泳池、7间体育馆、2座综合体育场、27处网球场、6处足球或橄榄球场以及7处篮球或排球场。
截至2022年7月，欧贝维利耶境内共有六家注册足球俱乐部。欧贝维利耶市政足球俱乐部（编号527078）是当地的代表性足球队，成立于1948年，其主队2022至2023赛季参加法国全国丙组联赛（法国第五级别），其主场为安德烈·卡曼球场（Stade André Karman）。
欧贝维利耶自行车队是当地的一支职业自行车赛俱乐部，截至2022年7月14日，该俱乐部成员雅松·泰松在当年共获得4个项目或赛程冠军。

### 环境
欧贝维利耶的环境事务由其所属的平原市镇公共土地管理局联合各级政府协调负责。2019年，欧贝维利耶境内共有7家污染企业。

### 治安
2020年，欧贝维利耶市政警局（Police municipale d'Aubervilliers）共记录各类案件8,400起，其中盗窃类案件4,387起，经济类案件498起，毒品交易类案件801起。

## 文化
2020年，欧贝维利耶境内共有3家剧场、1家电影院和1家音乐厅。平原市镇公共土地管理局在欧贝维利耶市内开设有一处多媒体中心和三处图书馆，每周二至六向公众开放。

### 建筑
欧贝维利耶境内有多处历史建筑，其中贞洁圣母教堂为法国国家文物保护单位，高156米的拉维莱特塔则是当地的地标性建筑物。

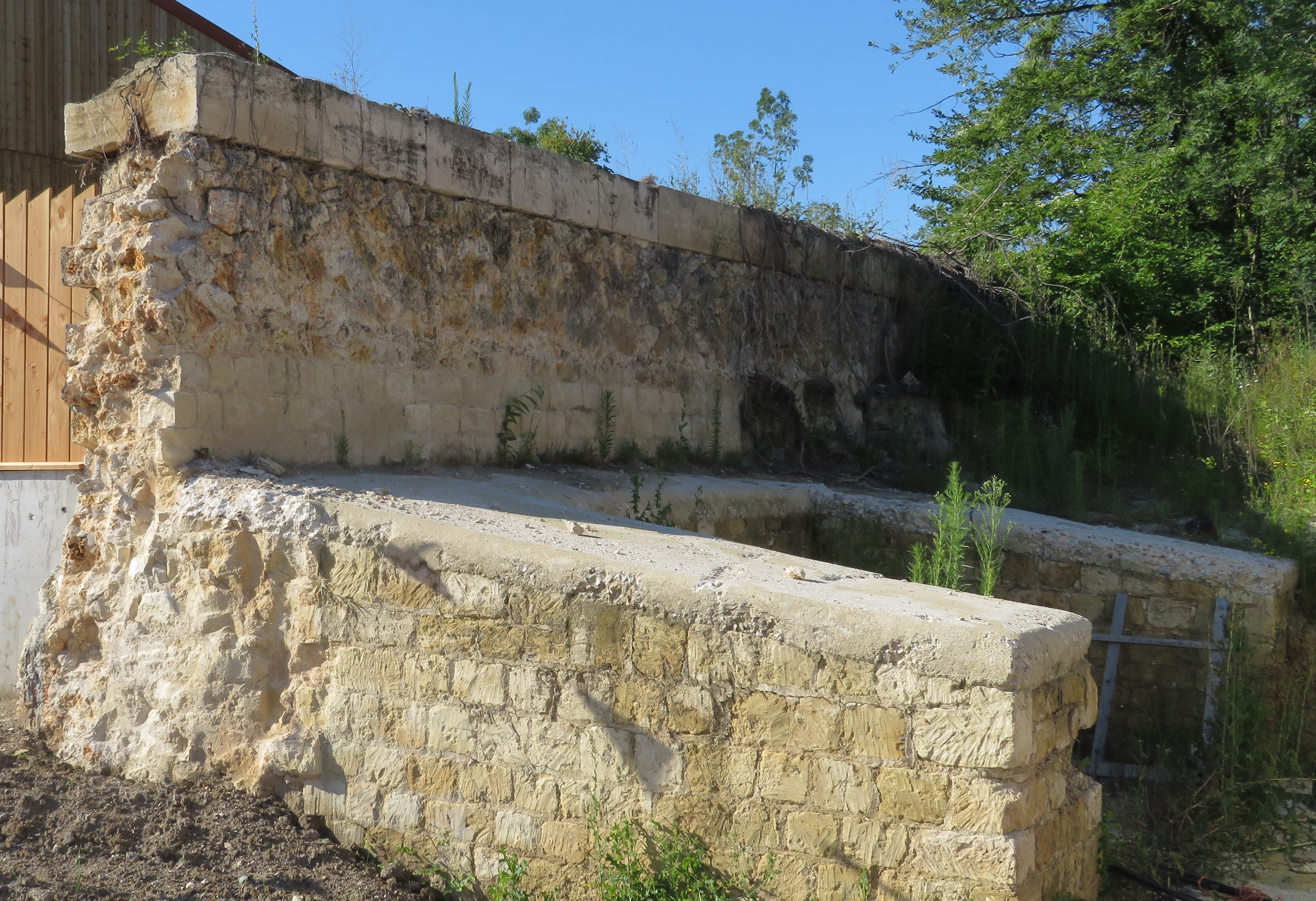
欧贝维利耶城塞（法语：Fort d'Aubervilliers）遗址
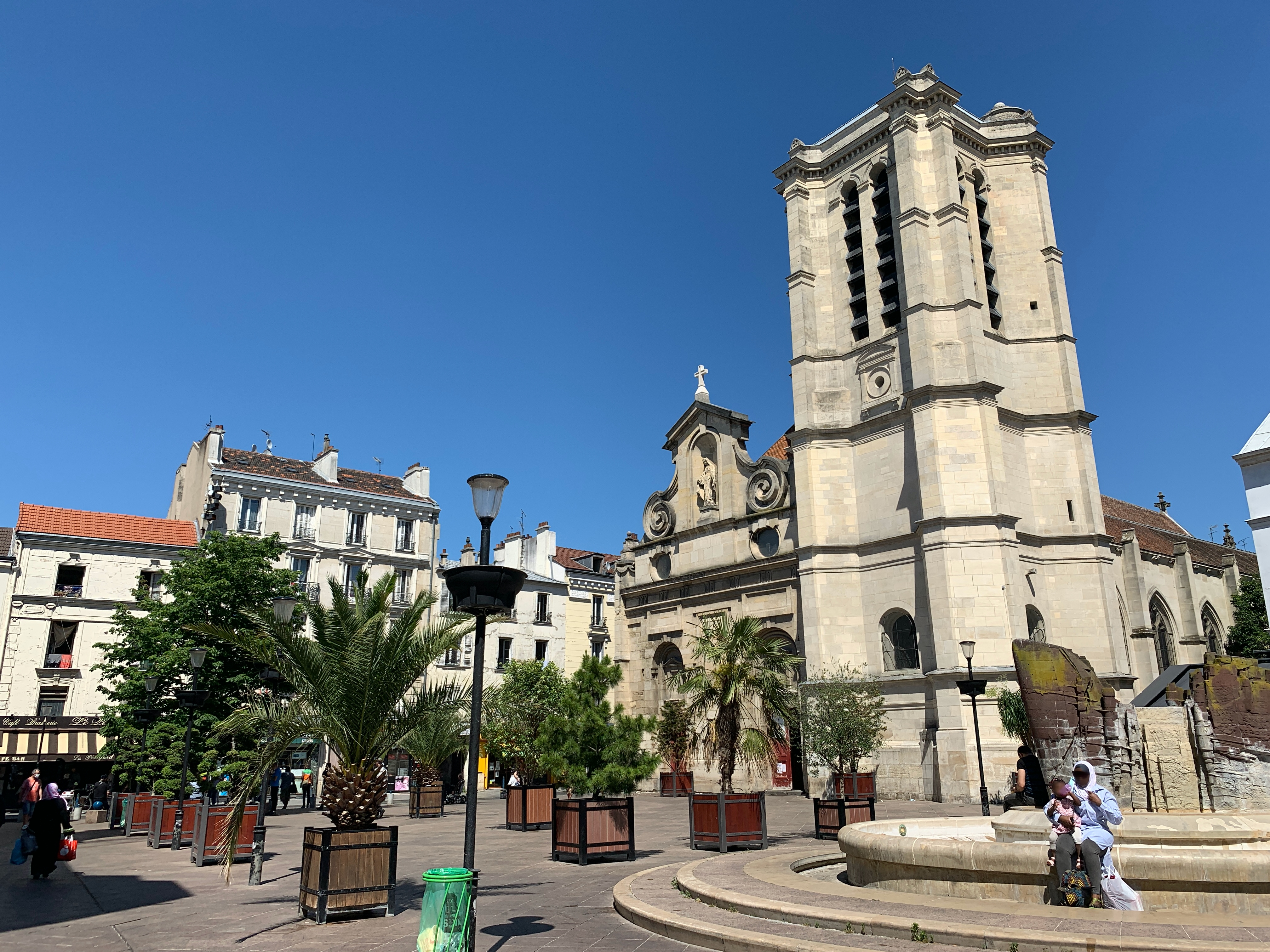
贞洁圣母教堂（法语：Église Notre-Dame-des-Vertus d'Aubervilliers）
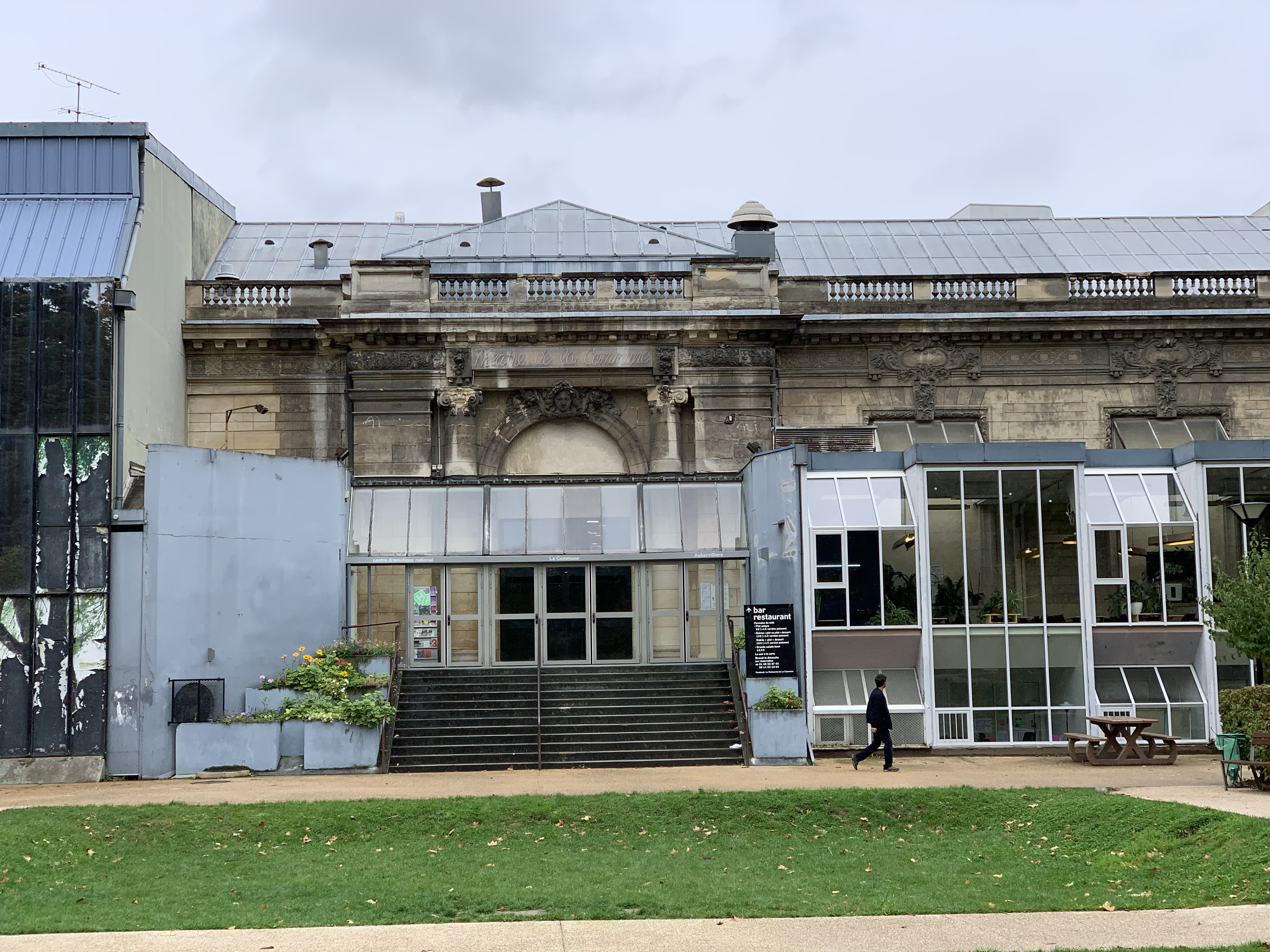
市镇剧场（法语：Théâtre de la Commune）
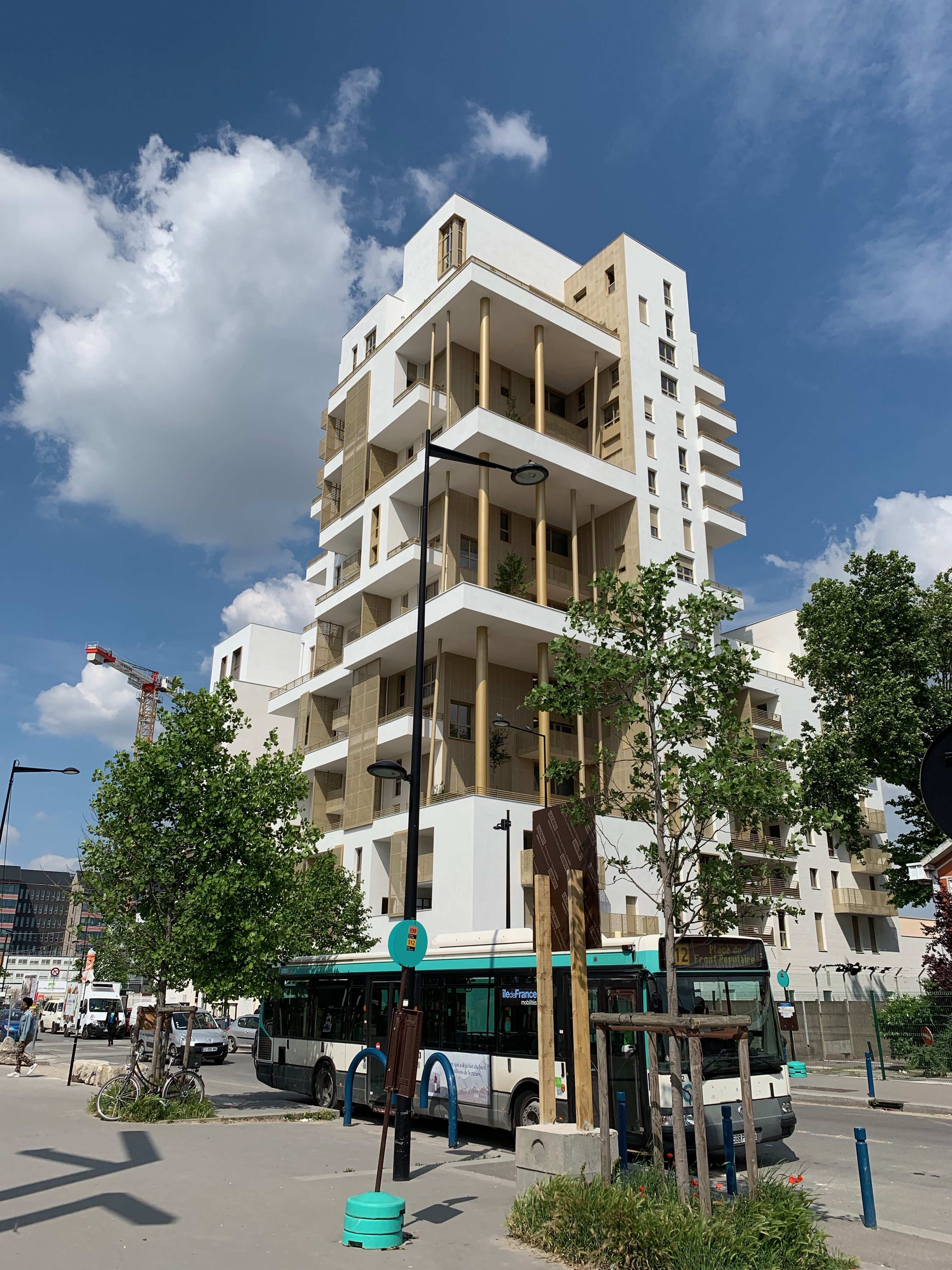
昂布莱马蒂克塔
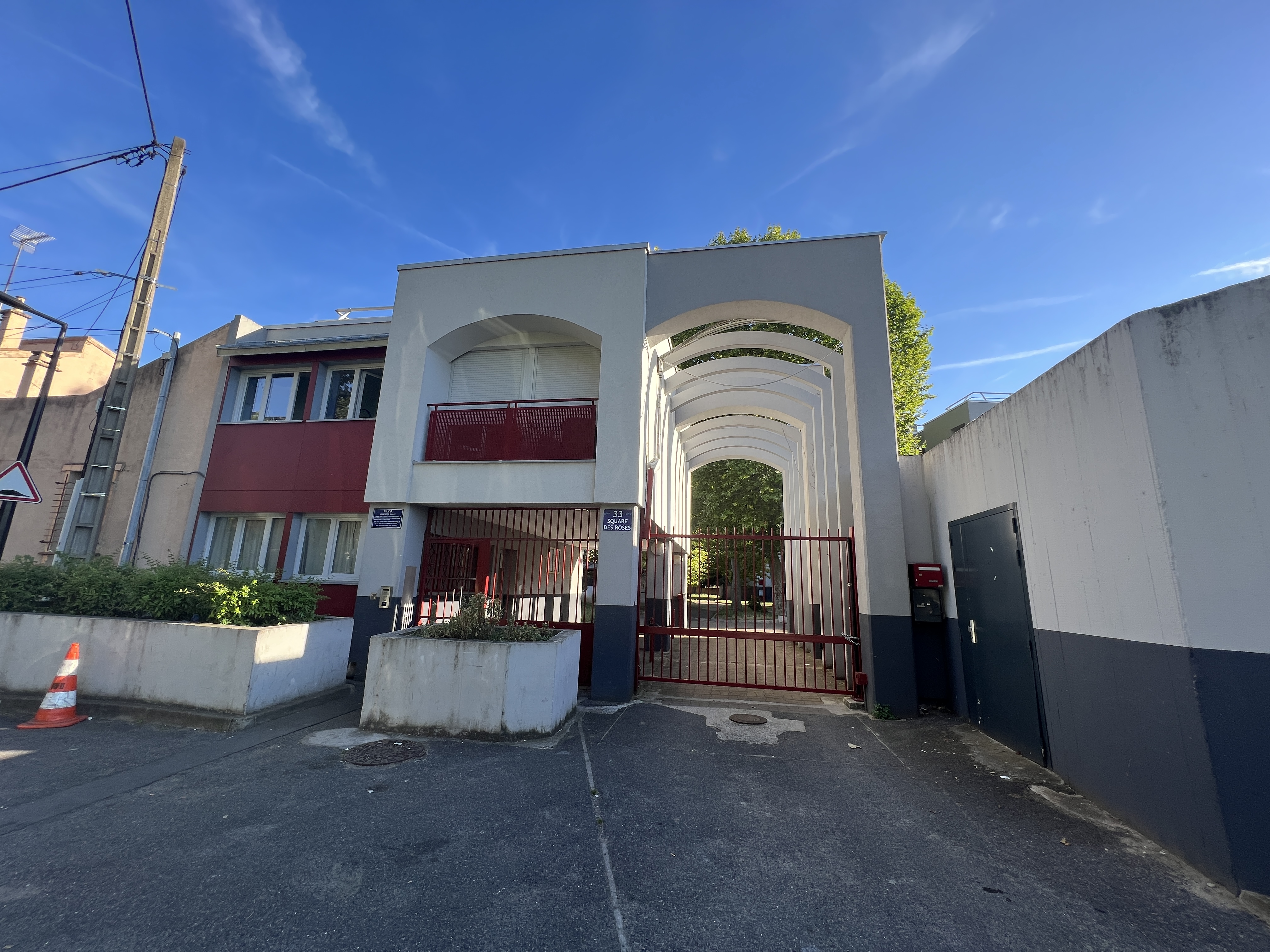
玫瑰街区
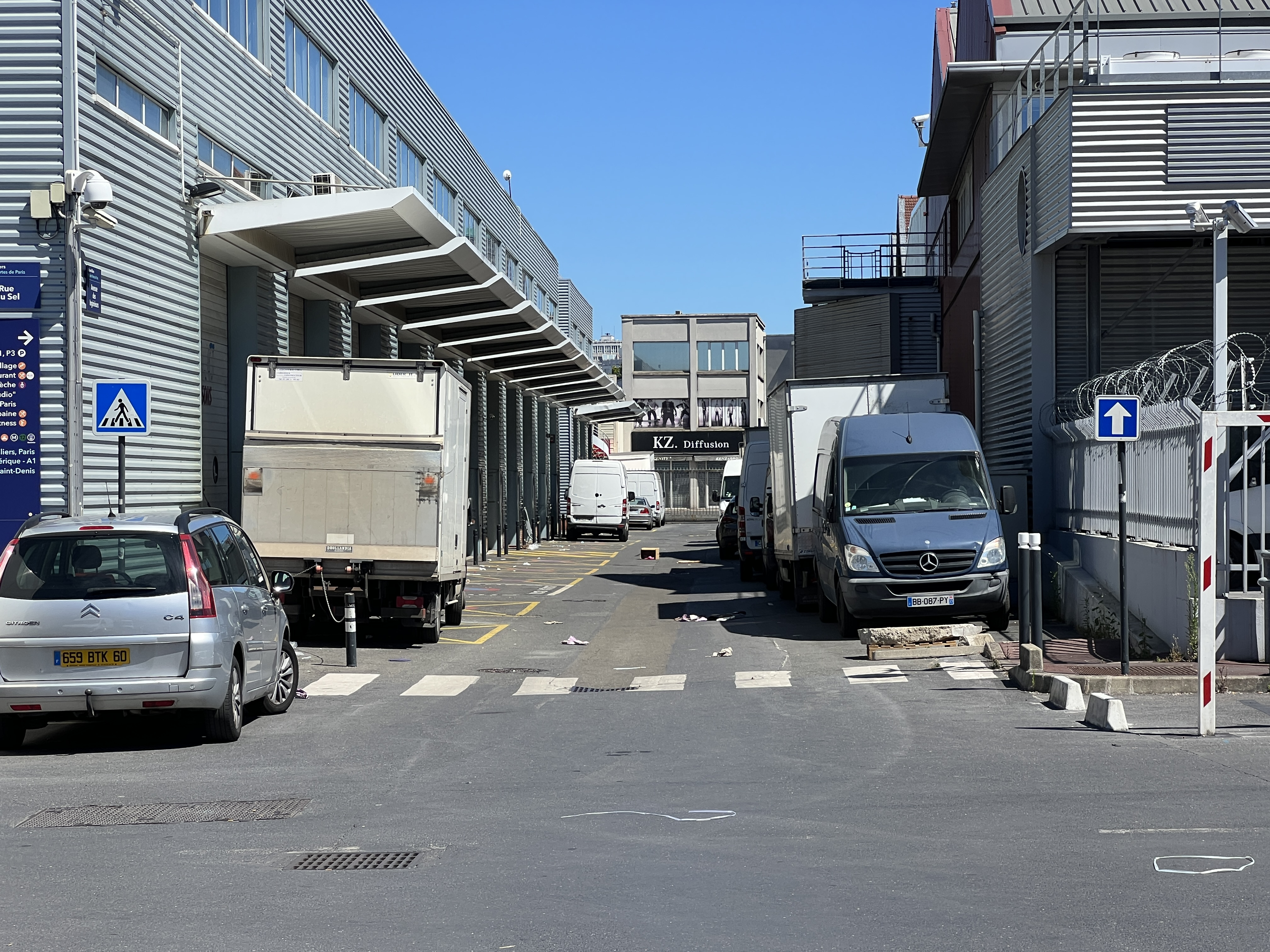
一处仓库

### 旅游
欧贝维利耶的旅游事务由各级政府协调负责。2021年，欧贝维利耶境内共有5家酒店共计481间房间。

### 媒体
法国主要的媒体均可在欧贝维利耶接收，法国电视三台下属的法兰西岛大区频道在部分时段播出欧贝维利耶所属的塞纳-圣但尼省的地方新闻。

## 相关人物
法国演员菲尔曼·热米耶、自行车运动员费尔南·康特卢布、饶舌歌手Boef和足球运动员阿布·迪亚比出生于欧贝维利耶。
法国神学家伊萨克·德·拉·培伊埃尔逝世于欧贝维利耶。

## 友好城市
截至2022年7月，欧贝维利耶共与两座城市互为友好城市关系：
- 德国 耶拿
- 巴勒斯坦 拜特贾拉（阿拉伯语：بيت جالا）